# Bart Stevens
Bart Stevens (nació el 29 de enero de 1998) es un jugador de tenis neerlandés.
Stevens su ranking ATP más alto de singles fue el número 736, logrado el 14 de octubre de 201. Su ranking ATP más alto de dobles fue el número 69, logrado el 20 de noviembre de 2023.

## Títulos ATP (0; 0+0)

### Dobles (0)
| Leyenda                         |
| Grand Slam (0)                  |
| ATP Wourld Tour Finals (0)      |
| ATP Masters 1000 World Tour (0) |
| ATP World Tour 500 series (0)   |
| ATP World Tour 250 series (0)   |

#### Finalista (1)
| N.º | Fecha                | Torneos     | Superficie | Pareja            | Oponentes en la final               | Resultado           |
| --- | -------------------- | ----------- | ---------- | ----------------- | ----------------------------------- | ------------------- |
| 1.  | 2 de febrero de 2025 | Montpellier | Dura (i)   | Tallon Griekspoor | Robin Haase Botic van de Zandschulp | 7-6(7), 3-6, [5-10] |